# Hafen Schwedt

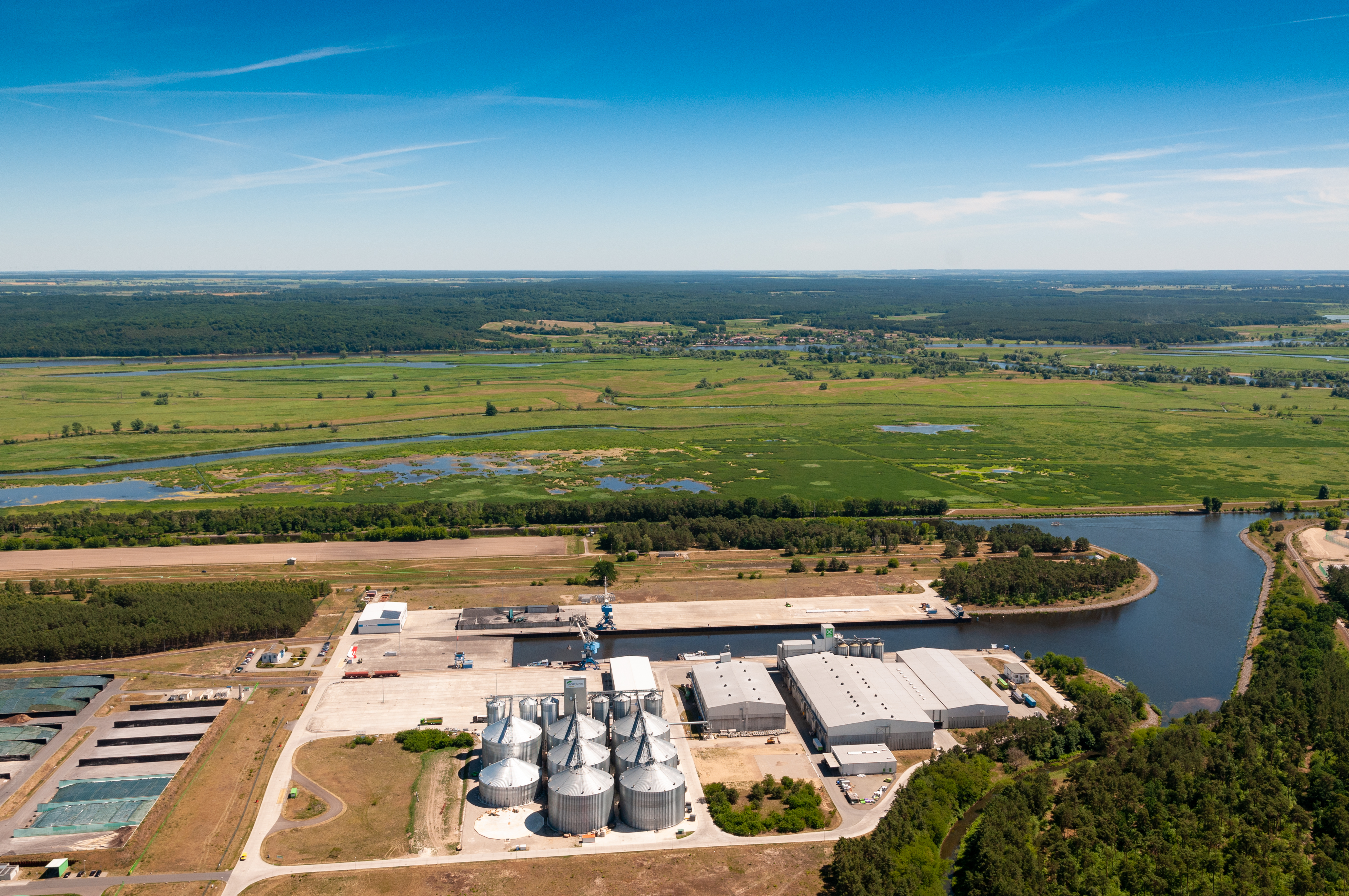
Hafen Schwedt

Der Hafen Schwedt ist ein Binnenhafen in der brandenburgischen Stadt Schwedt/Oder. Er ist über die Hohensaaten-Friedrichsthaler Wasserstraße mit der Oder verbunden.

## Geschichte
Der Hafen Schwedt wurde im Oktober 2001 nach zweijähriger Bauzeit, unter Aufwendung von 27 Millionen €, in Betrieb genommen. Er wurde als Stichhafen angelegt und zweigt bei Kilometer 125,6 von der Hohensaaten-Friedrichsthaler Wasserstraße ab. Er hat direkte Verbindung nach Berlin und über Stettin zur Ostsee. Im März 2011 führte die Papierfabrik Leipa eine Testfahrt unter Aufsicht der Technischen Universität Berlin durch. Dabei wurden mittels eines Küstenmotorschiffes 1250 t Papierrollen direkt, ohne Zwischenstopp, vom Hafen Schwedt über die Ost- und Nordsee nach Großbritannien transportiert. Seit 2011 besteht über ein Verbindungsgleis Anschluss zur Angermünde-Schwedter Eisenbahn. Die Papierfabrik befindet sich unmittelbar südlich des Hafens.

## Aktueller Zustand

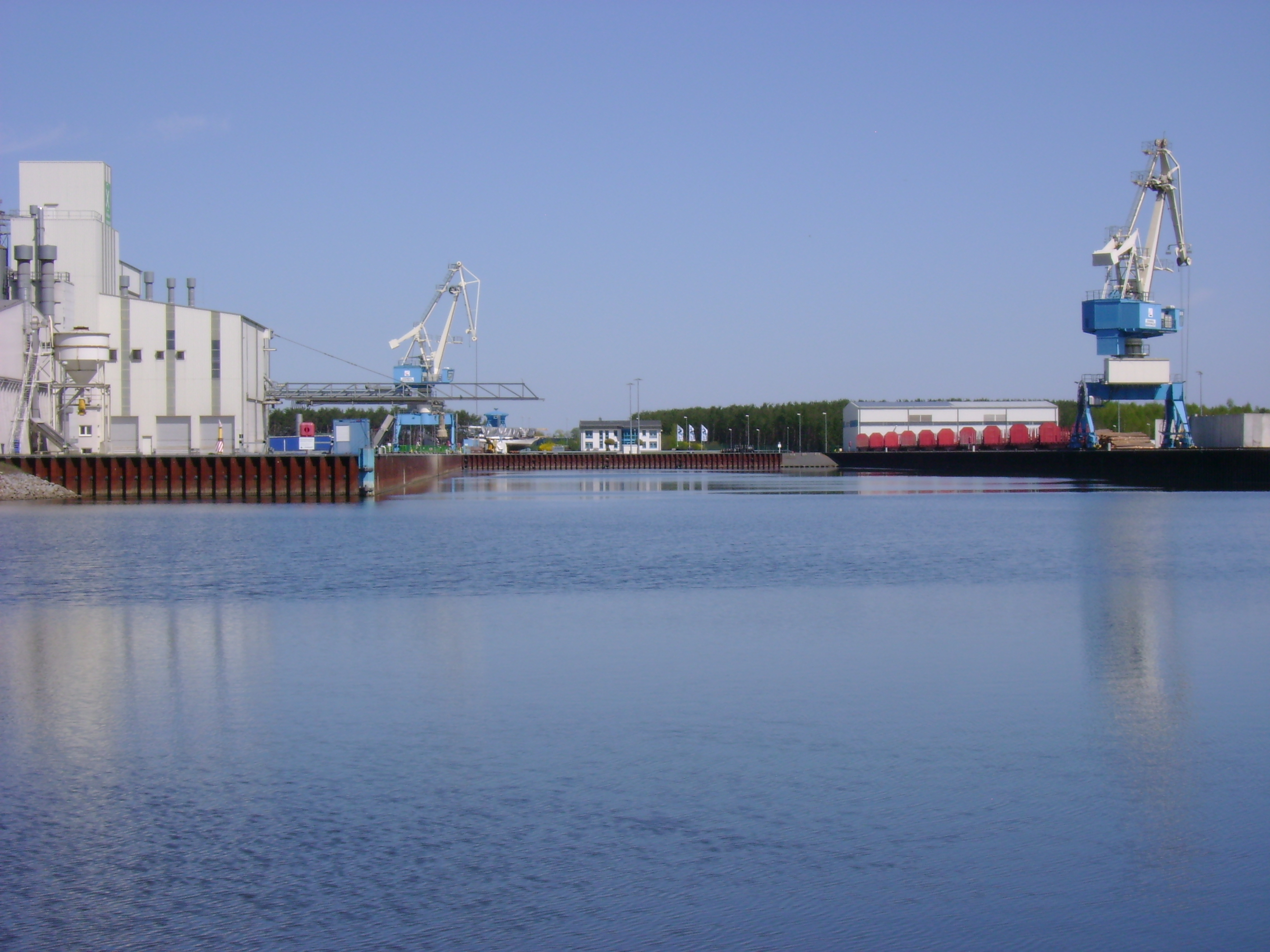
Einfahrt zum Hafen Schwedt

Der Hafen Schwedt hat ein Hafenbecken mit 350 × 75 m Größe. Die Kaianlagen umfassen 700 m Länge und sind ausreichend für sechs Liegeplätze. Beide Kais haben je einen Kran mit 45 t Hebekapazität. Zum Hafen gehört ein ungefähr 30 Hektar großes Industriegebiet, welches nur teilweise belegt ist.
| Jahr | Gesamtumschlag in t | Schiffe |
| ---- | ------------------- | ------- |
| 2004 | 370.000             | NN      |
| 2009 | 136.000             | 258     |
| 2010 | 155.000             |         |
| 2011 | 182.036             | 303     |
| 2012 | 219.436             | 395     |
| 2013 | 313.279             |         |
| 2014 | 281.609             | 425     |
| 2015 | 228.488             | 396     |
| 2016 | 213.437             | 297     |
| 2017 | 227.000             | 313     |
| 2018 | 213.777             | 311     |
| 2019 | 194.927             | 289     |